# کریستف دی کپر
کریستف دی کپر (انگلیسی: Christophe De Kepper؛ زادهٔ) مدیر ورزشی و وکیل اهل بلژیک است، که هم‌اکنون به‌عنوان مدیر اجرایی کمیته بین‌المللی المپیک فعالیت می‌کند.